# Orlyval

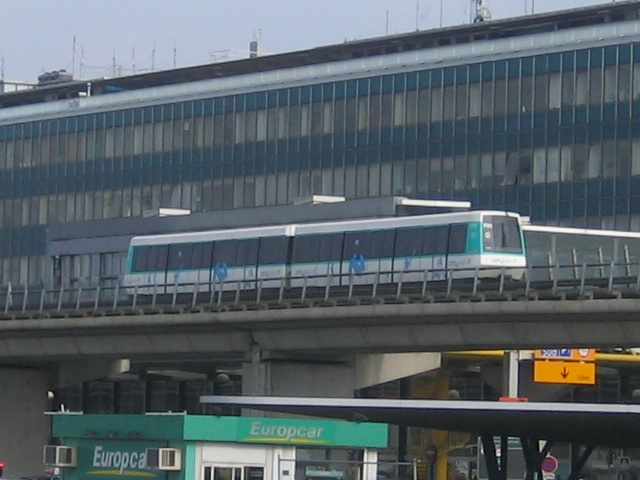
Потяг Orlyval прибуває на станцію Орлі-Південь (Orly–Sud)

48°44′50″ пн. ш. 2°19′01″ сх. д. / 48.7472° пн. ш. 2.3169° сх. д.
Orlyval — спеціальна лінія метро в Парижі, автоматично керовані поїзди якого здійснюють сполучення між аеропортом Орлі і станцією експрес-метро (RER) Антоні на лінії В. На рік перевозиться близько 2500000 пасажирів.
Val позначає Véhicule automatique léger (легкий автоматичний поїзд). Потяги Orlyval управляються автоматично, без водія. Кожен поїзд складається з двох вагонів, що пересуваються на гумових шинах. Потяги були розроблені компанією Matra у 1971 році і вперше введені в експлуатацію в Ліллі.
Лінія Orlyval була відкрита 2 жовтня 1991 року. Спочатку приватна лінія належала компанії Matra, що спеціалізується в області наукоємних технологій і транспорту, але пізніше була передана у володіння паризької транспортної компанії RATP, в експлуатації якої знаходяться паризький метрополітен і RER.
Ціна квитка (для дорослих) від аеропорту до станції Anthony становить 9,30 €, включаючи проїзд на метро — 12,05 € (ціни вказані на 1 січня 2013). Проїзд між обома терміналами Орлі безкоштовний.
Протяжність лінії Orlyval становить 7,3 км, лінія складається всього з трьох станцій: Antony (RER-лінія В), Orly-Ouest і Orly-Sud. Тривалість поїздки між терміналами Орлі-Захід і Орлі-Південь складає всього 2 хв, від Західного терміналу до Anthony — 6 хвилин. Всього на лінії експлуатуються 8 поїздів, які вирушають зі станцій в ранкові та вечірні години з чотирихвилинним інтервалом. Orlyval працює щодня з 6 до 23 год.
На середину 2010-х ведеться продовження лінії в північному напрямку. За проєктом лінія Orlyval проходитиме через станцію RER-лінії С Pont de Rungis до останньої станції метро лінії 7 і далі по рейках метро до лінії 14. Після здачі в експлуатацію це буде найшвидшою (20 хв) лінією сполучення між терміналами Орлі і центром міста.